# تيمور ألتشين
تيمور سليمان أوغلو علييف (بالأذرية: Teymur Süleyman oğlu Əliyev)، المعروف أكثر باسم تيمور إلتشين، (28 مارس 1924 – 14 مارس 1992)، شاعر أذربيجاني بارز وناشط صحفي، يُعرف أيضًا بمسيرته السياسية المتميزة.

## النشأة
وُلد تيمور إلتشين في مدينة شوشة الجبلية بمنطقة ناغورني قره باغ في أذربيجان، انتقلت أسرته إلى باكو، عاصمة أذربيجان، عام 1931. درس في كلية الفيلولوجيا بجامعة أذربيجان الحكومية من 1941 إلى 1948. وخدم خلال الحرب العالمية الثانية في جبهة ما وراء القوقاز.

## المسيرة المهنية
في أربعينيات القرن العشرين، شارك تيمور إلتشين في عدة أنشطة عامة ضمن منظمات الشباب البلدية والدولة. كما عمل في وسائل الإعلام المحلية في محطات إذاعية وصحف، منها صحيفة «جينج إشچي» (العامل الشاب). وفي خمسينيات القرن نفسه، عُيّن في عدة مناصب حكومية تولى فيها مسؤولية الإذاعة الحكومية، والتعليم، وشؤون الإعلام. من 1957 حتى 1964، كان رئيس لجنة التلفزيون والإذاعة الحكومية في أذربيجان. وبعد ذلك (1964–1975) ترأس قسم الأيديولوجيا في اللجنة المركزية، ومن 1975 إلى 1988 شغل منصب نائب وزير الثقافة. وانتُخب عدة مرات لعضوية المجلس الأعلى لأذربيجان (البرلمان). وكان عضوًا في اتحاد الكتاب، وعضوًا في اتحاد الصحفيين.
ترك تيمور إلتشين، خلال فترة رئاسته الأولى للجنة التلفزيون والإذاعة الحكومية، بصمة واضحة في تطوير وسائل الإعلام الجماهيرية الوطنية. كما كان من المؤسسين الأساسيين لسياسة التلفزيون في أذربيجان.
بالتوازي مع نجاحاته في المجال الحكومي، حقق شهرة واسعة كشاعر أذربيجاني ومترجم للأعمال الشعرية. نُشرت أولى أبياته في عام 1938، وحققت أشعاره للأطفال شعبية كبيرة. كما ترجم العديد من أعمال الشعراء الروس، منهم كورني تشوكوفسكي وسامويل مارشاك. كتب عدة مسرحيات عُرضت في المسارح الوطنية الأذربيجانية وخارجها في هنغاريا وألمانيا وإسبانيا.
كان تيمور إلتشين مؤلف كلمات العديد من الأغاني الشهيرة، وعمل مع عدد من الملحنين الأذربيجانيين المعروفين، مثل فكرت عميروف، توفيق قولييف، وروف حاجييف. في عام 1989، كتب قصيدة بعنوان «قاراباغ شيكيستي»  والتي قام الملحن الأذربيجاني وَسيف أديغزالوف بتلحين سيمفونية وأوراتوريو مستندين إليها.
حصل تيمور إلتشين على العديد من الجوائز تقديرًا لأعماله الأدبية وللقيادة الحكومية التي تولّاها، منها ميدالية علم العمل الأحمر (1971)، وسلطة الشرف (شوهرت) عام 1979، والجائزة الحكومية في عام 1990.